# Geissorhiza ciliatula
Geissorhiza ciliatula är en irisväxtart som beskrevs av Peter Goldblatt. Geissorhiza ciliatula ingår i släktet Geissorhiza och familjen irisväxter. Inga underarter finns listade i Catalogue of Life.